# Rathkea antarctica
Rathkea antarctica är en nässeldjursart som beskrevs av Uchida 1971. Rathkea antarctica ingår i släktet Rathkea och familjen Rathkeidae.
Artens utbredningsområde är Södra Ishavet. Inga underarter finns listade i Catalogue of Life.